# Laura Bazallo
Laura Bazallo, vollständiger Name María Laura Bazallo, (* 10. Januar 1983) ist eine uruguayische Leichtathletin.

## Karriere
Bazallo ist in den Laufwettbewerben auf den Langstrecken aktiv. Sie nahm an den Straßenlauf-Weltmeisterschaften 2006 in der ungarischen Stadt Debrecen teil und belegte dort am 8. Oktober 2006 mit persönlicher Bestzeit von 1:20:58 Stunden auf der 20-Kilometer-Strecke den 57. Rang. 2009 wurde sie Uruguayische Straßenmeisterin. Ihr Trainer war dabei Gabriel Umpiérrez. Im Mai 2012 verbesserte sie in Rosario zunächst ihren eigenen Uruguayischen Rekord aus dem Jahr 2008 (1:22:35 Stunden) im Halbmarathon auf 1:21:57 Stunden. Im September desselben Jahres verbesserte sie diese nationale Bestmarke erneut auf 1:20:20 Stunden. Im Oktober 2013 gewann sie in neuer nationaler Rekordzeit die Bronzemedaille bei der Marathon-Südamerikameisterschaft.
Bazallo ist (Stand: 15. Juni 2015) Inhaberin der offiziellen uruguayischen Landesrekorde auf der Halbmarathon- und der Marathonstrecke.

## Erfolge
- 3. Platz Marathon-Südamerikameisterschaft 2013
- Uruguayische Straßenmeisterin 2009

## Persönliche Bestleistungen
- 20 Kilometer: 1:20:58 Stunden, 8. Oktober 2006, Debrecen[1]
- Halbmarathon: 1:20:20 Stunden, 9. September 2012, Buenos Aires
- Marathon: 2:48:58 Stunden, 13. Oktober 2013, Buenos Aires[6]